# نیو کلمبیا (ایلینوی)
نیو کلمبیا (به انگلیسی: New Columbia) یک منطقهٔ مسکونی در ایالات متحده آمریکا است که در شهرستان ماساک، ایلینوی واقع شده‌است. نیو کلمبیا ۱۶۰٫۹۴ متر بالاتر از سطح دریا واقع شده‌است.